# Aharon Razin
Aharon Razin (Tel Aviv, 6 de abril de 1935 – 27 de maio de 2019) foi um bioquímico israelense.

## Prêmios e condecorações
Em 2004 recebeu o Prêmio Israel de bioquímica.
Em 2008 recebeu o Prêmio Wolf de Medicina, juntamente com Howard Cedar, por "suas contribuições fundamentais para a nossa compreensão do papel da metilação do DNA no controle da expressão gênica". O trabalho de Razin sobre mudanças químicas na molécula de DNA concentra-se no processo molecular que ativa e desativa cerca de 40 000 genes no corpo humano.
Em 2009 recebeu o The EMET Prize for Art, Science and Culture.
Em 2011 recebeu o Prêmio Internacional da Fundação Gairdner, juntamente com Howard Cedar e Adrian Peter Bird, por suas "descobertas pioneiras sobre a metilação do DNA e seu papel na expressão gênica". 
Em 2016 recebeu o Prêmio Louisa Gross Horwitz juntamente com Howard Cedar e Gary Felsenfeld.